# Israel Aerospace Industries
Israel Aerospace Industries (IAI) (hebrejsky: התעשייה האווירית לישראל, ha-Ta'asija ha-Avirit le-Jisra'el) je izraelská státní společnost a největší izraelský výrobce vojenských a civilních letadel. K roku 2005 měl 14 000 zaměstnanců.
Přestože se IAI zaměřuje hlavně na letectví a hi-tech elektroniku, vyrábí rovněž vojenské systémy pro pozemní a námořní složky. Mnoho těchto produktů je vyráběných přesně podle požadavků Izraelských obranných sil, zatímco jiné jsou vyráběny pro zahraniční armády.
Po vzniku firmy působil jako její první ředitel Al Schwimmer, který proslul během izraelské války za nezávislost v roce 1948 tajným dovozem tří těžkých letounů z USA přes Portoriko a Azory do Československa, odkud pak byly nasazeny pro potřeby izraelské armády. V čele podniku stál Schwimmer 24 let.
6. listopadu 2006 společnost oficiálně změnila svůj název z Israel Aircraft Industries Ltd. na Israel Aerospace Industries Ltd. Důvod této změny spočíval v obchodní prezentaci a v tom, že IAI nevyrábí pouze letouny, ale také avioniku, satelity (Ofek), nosné rakety (Šavit), stejně jako pozemní a námořní systémy.

## Produkty

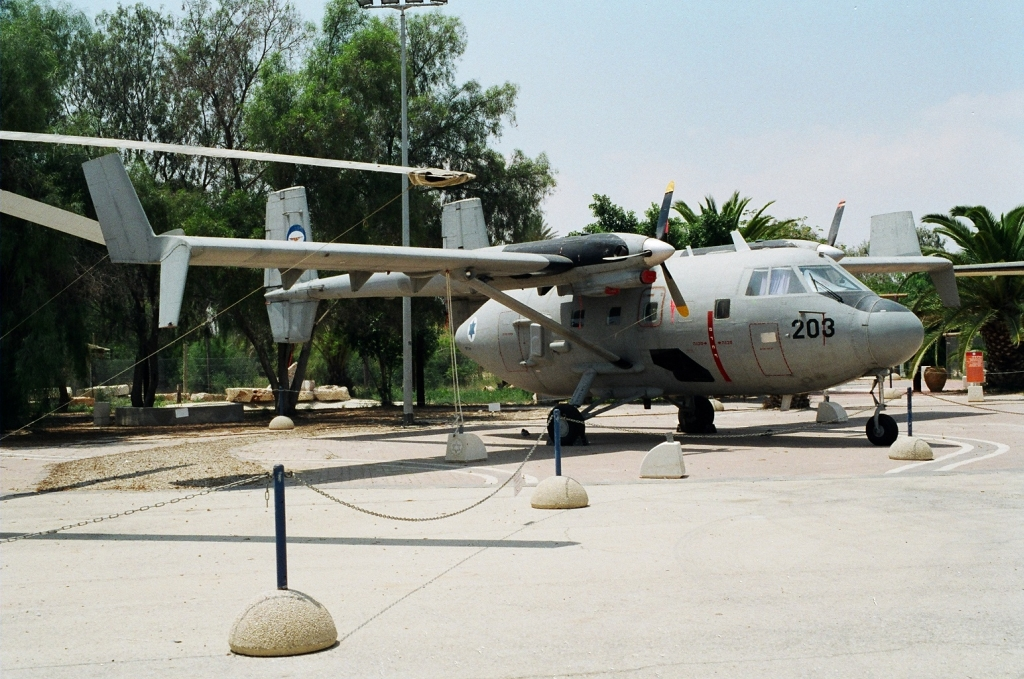
IAI Arava

### Civilní letecké systémy

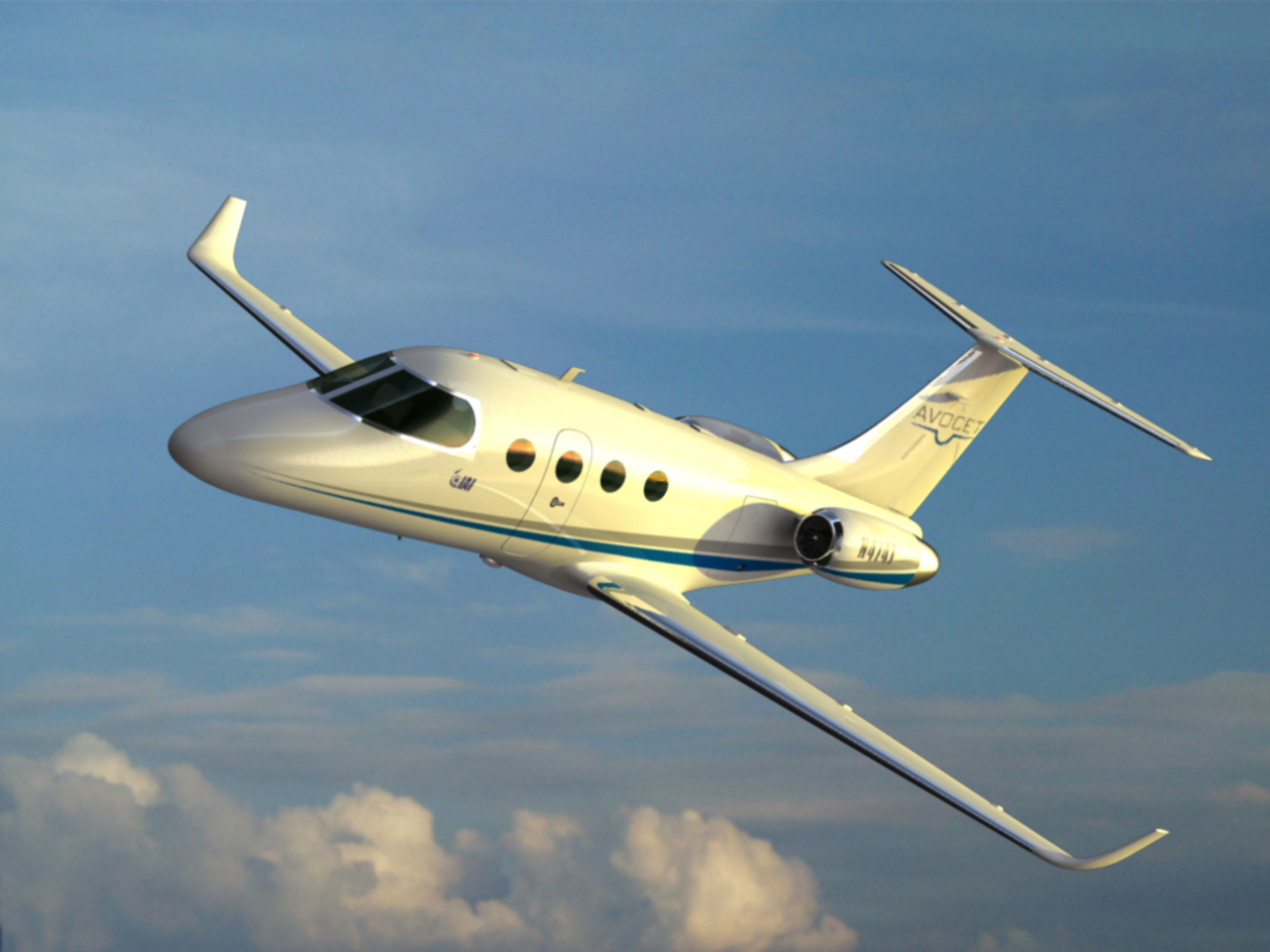
Letoun z projektu Avocet

- Arava – středně velký přepravní letoun typu STOL (již se nevyrábí)
- Westwind – proudový obchodní letoun (již se nevyrábí)
- Astra/Galaxy – proudové obchodní letouny (v současnosti vyráběny Gulfstream Aerospace pod označením G100/G200)
- IAI Avocet ProJet – Revolutionary Very Light Jet (program zrušen)
- Konverze dopravních letadel Boeing 737, Boeing 747 a Boeing 767 na nákladní letadla
  - B737-300
  - B767-200
  - B747-200
  - B747-400
  - další modely se vyvíjí
- „Letecký strážce“ – infračervený rušící systém proti ručně odpalovaným střelám typu země-vzduch

### Vojenské letecké systémy

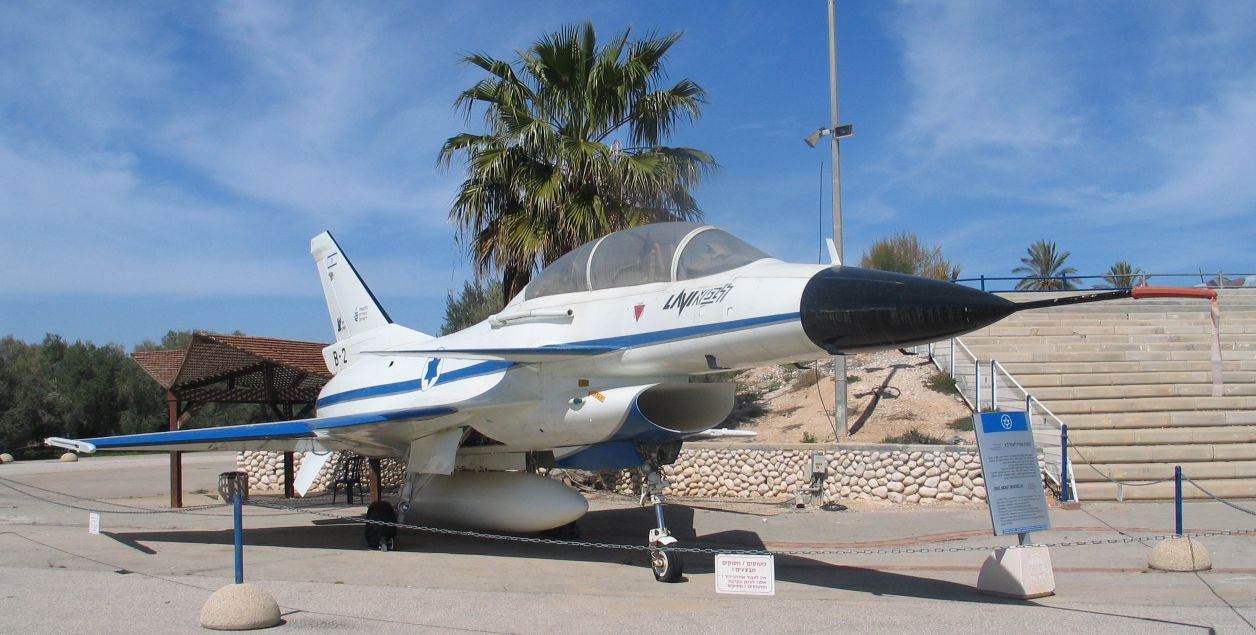
Jeden ze dvou prototypů stíhacího letounu IAI Lavi

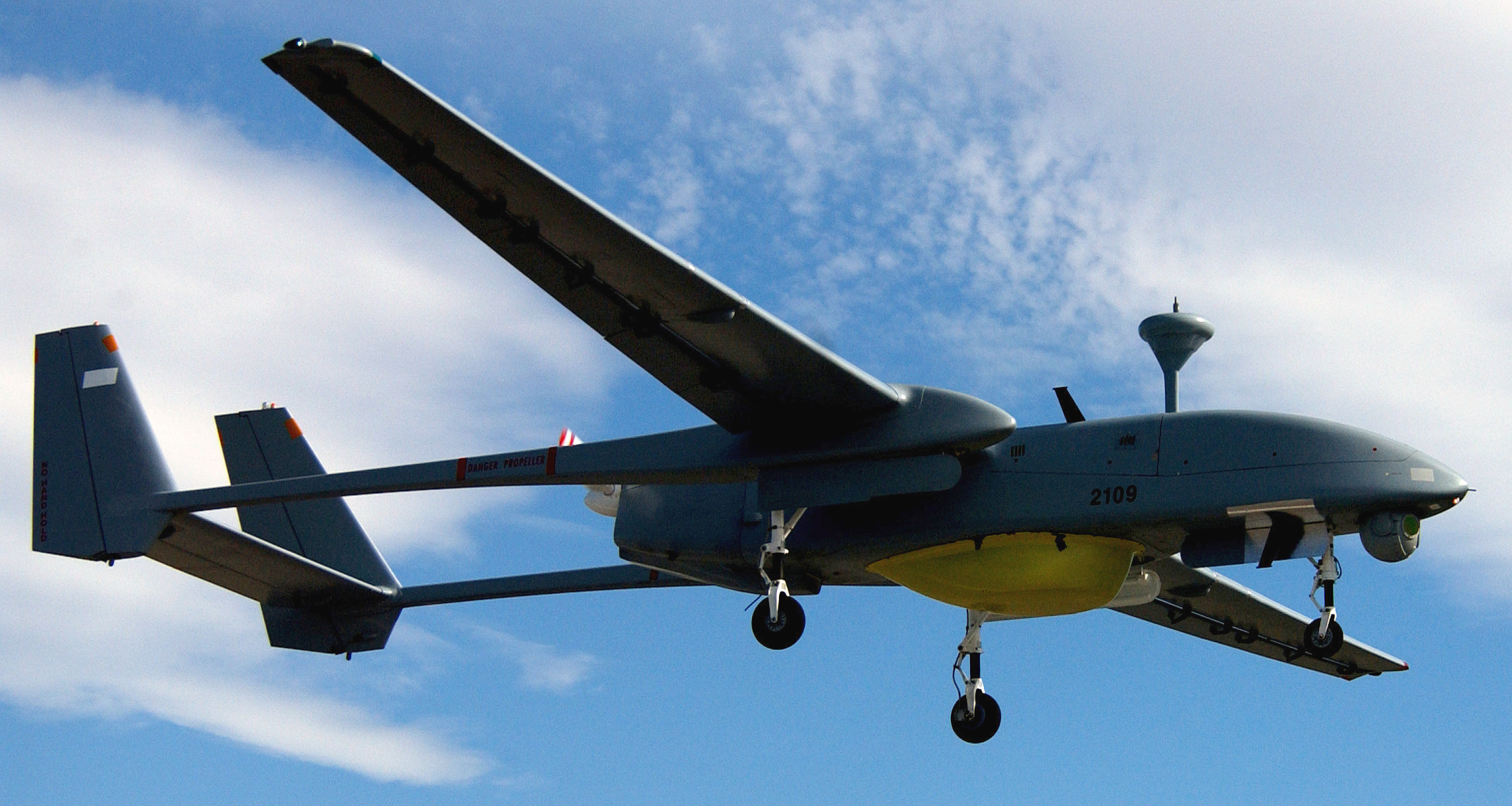
Bezpilotní letoun IAI Heron

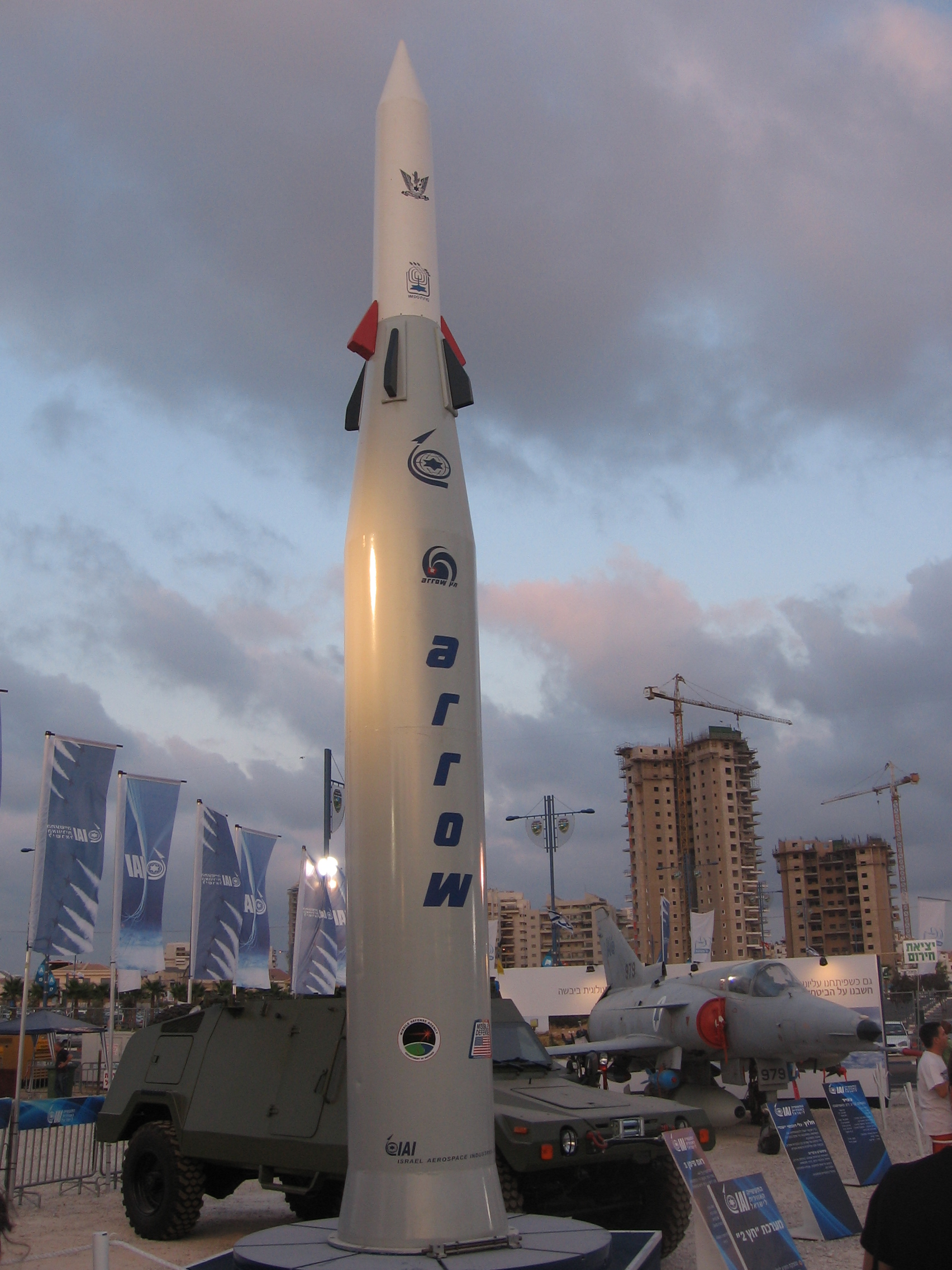
Protiraketový systém Arrow

- Lavi – víceúčelový stíhací letoun (zrušeno z finančních a politických důvodů)
- Kfir – stíhací letoun
- Nešer – stíhací letoun, odvozený z francouzského Mirage 5
- bezpilotní letouny (UAV) – vyráběny divizí IAI Malat:
  - Pioneer (společně s USA)
  - RQ-5 Hunter (společně s USA)
  - Heron
  - Harpy
  - Ejtan
  - Ranger
  - Scout
  - Searcher
  - Skylite – miniaturní UAV
  - Bird-Eye – miniaturní UAV
- Rafael Python 5 – střela vzduch-vzduch (společně s Rafael Advanced Defense Systems)
- modernizace stíhacích letounů F-16, F-15 a MiG-21
- modernizace vrtulníku Sikorsky CH-53 Sea Stallion „Jas'ur“ v projektu „Jas'ur 2000“
- modernizace avioniky pro bitevní vrtulník Ka-50-2 Erdogan ve spolupráci s Kamovem
- EL/M-2075 (Phalcon) – letecký systém včasného varování

### Pozemní obranné systémy
- IDF Caterpillar D9R's armor kit
- protitankové řízené střely Nimrod a LAHAT

### Pozemní přeprava
- Montáž vlakových motorových jednotek IC3 a poschoďových železničních vagónů pod licencí Bombardier Transportation

### Námořní systémy
- Gabriel – protilodní střela
- Super Dvora Mk III – hlídkový člun

### Letecké a kosmické systémy
- série družic: EROS, Amos a Ofek

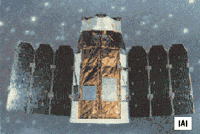
Satelit Ofek-3

- Arrow – systém protiraketové obrany
- Šavit – vesmírná nosná raketa
- TecSAR – špionážní satelit